# واهان کورکجیان
واهان کورکجیان (ارمنی: Վահան Մ. Քուրքջյան؛ انگلیسی: Vahan M. Kurkjian زاده ۱۸۶۳ – درگذشته ۱۹۶۱) یک پدیدآورنده، تاریخ‌نگار، معلم و رهبر مدنی اهل ارمنستان بود.

## زندگی‌نامه
در سال ۱۹۰۴، در شهر قاهره، وی روزنامه‌ای به زبان ارمنی با نام «ستاره صبحگاهی» (Loussaper) را منتشر نمود. در سال ۱۹۰۷ به ایالات متحده آمریکا مهاجرت نمود و در رشته حقوق در دانشگاه بوستون تحصیل نمود.

## کتابشناسی
- تاریخ ارمنستان (A History of Armenia)